# Fivemiletown
Fivemiletown är en ort i Storbritannien.   Den ligger i riksdelen Nordirland, i den västra delen av landet, 600 km nordväst om huvudstaden London. Fivemiletown ligger 117 meter över havet och antalet invånare är 1 109.
Terrängen runt Fivemiletown är platt åt nordväst, men åt sydost är den kuperad. Runt Fivemiletown är det ganska glesbefolkat, med 24 invånare per kvadratkilometer. Närmaste större samhälle är Dromore, 17,7 km nordväst om Fivemiletown. Trakten runt Fivemiletown består i huvudsak av gräsmarker.